# Consigne de vote
Une consigne de vote est une recommandation faite par un parti politique ou une personnalité politique à une ou des personnes sur le point de participer à un vote. 
Le terme est particulièrement employé pour désigner les suggestions faites par des candidats éliminés au terme d'un premier tour de scrutin, et avant que n'ait lieu un nouveau tour, lorsqu'ils désignent pour leurs électeurs ce qui semble être selon eux le meilleur choix maintenant qu'ils ne peuvent plus eux-mêmes se maintenir. 
Dans ce genre de configuration, les consignes de vote peuvent donner lieu à d'intenses négociations entre les candidats battus et ceux qui restent en course, en particulier s'il s'agit d'un scrutin de liste permettant aux personnes qualifiées de ménager des sièges à pourvoir pour les interlocuteurs dont elles cherchent à obtenir le soutien.
Cependant, leur influence est discutable, les électeurs étant propriétaire et libre de leur voix. Ainsi de plus en plus de responsables politiques n'émettent pas de consigne de vote, admettant par là même leur perte d'influence.